# Вора
Вора (алб. Vorë) — місто та муніципалітет в Албанії. Він був утворений під час реформи місцевого самоврядування 2015 року шляхом злиття колишніх муніципалітетів Бершулле, Презе та Воре, які стали муніципальними одиницями. Населення міста — 10 901, муніципалітету — 25 511 (2011 рік). 
Розташоване за 16 км на північний захід від столиці. Залізничний вузол, звідки лінії розходяться у трьох напрямках: Тирана, Шкодер, Дуррес.